# Литовсько-науруанські відносини
Литовсько-науруанські відносини – двосторонні міжнародні відносини між Литвою та Науру.
Дипломатичні відносини встановлені 28 червня 2011 року. Науру стала четвертою країною в регіоні Тихого океану після Австралії, Нової Зеландії та Самоа, з якою Литва встановила дипломатичні відносини.
Обидві країни є членами ООН, ЮНЕСКО, Інтерполу, Всесвітньої організації охорони здоров'я, Організації із заборони хімічної зброї, Міжнародної організації цивільної авіації та Міжнародного олімпійського комітету.
Немає інформації про те, що до 1999 року між Литвою і Науру були будь-які контакти. 13 січня 2009 року вирішено встановити дипломатичні відносини з Науру з метою створення «можливостей для більш тісної співпраці в міжнародних організаціях, ООН та їх спеціалізованих установах». Хоча в 2009 році Науру стала однією з небагатьох держав, які визнали Абхазію, і попередня резолюція не була змінена, тому 28 червня 2011 року встановлено дипломатичні відносини.
Економічного обміну між країнами не зафіксовано. 
Країну в 21 столітті відвідав литовський мандрівник Угнюс Діджіокас, перший литовець, який відвідав усі країни ООН.

## Дипломатичне представництво
Станом на 2022 рік, ні Науру, ні Литва не акредитували своїх послів один при одному. Багатостороннє співробітництво переважає через ООН, членом якої Науру є з 1999 року.